# Rouessé-Fontaine

Rouessé-Fontaine este o comună în departamentul Sarthe, Franța. În 2009 avea o populație de 252 de locuitori.